# Hieronim Malecki

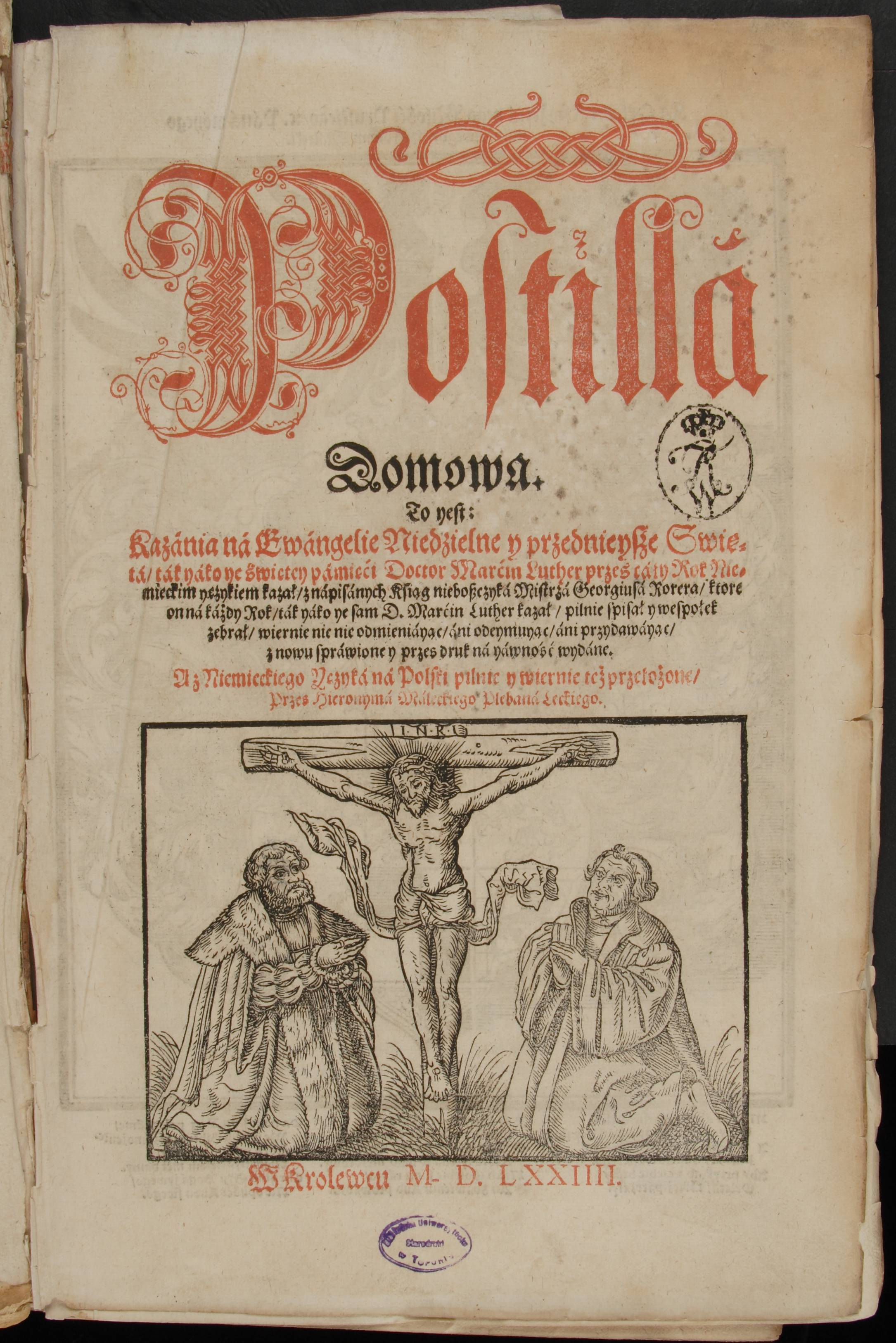
Postylla domowa tłumaczenia Hieronima Maleckiego z dawnych zbiorów królewieckich

Hieronim Malecki (znany także jako Hieronymus Maeletius i Hieronimus Meletius (ur. w 1525 lub 1526 w Krakowie, zm. w 1583 lub 1584 w Ełku) – polski pastor i teolog luterański, wydawca, tłumacz i drukarz, jeden z twórców literackiej polszczyzny, zasłużony dla oświaty w języku polskim na Mazurach. W 1603 roku jako autor trafił do pierwszego polskiego Indeksu Ksiąg Zakazanych powstałego z inicjatywy biskupa Bernarda Maciejowskiego. 

## Życiorys
Był synem Jana Maleckiego, polskiego drukarza i wydawcy. Studiował 4 lata na Uniwersytecie Albrechta w Królewcu. W latach 1546–1552 był nauczycielem szkoły okręgowej w Ełku, gdzie uczono przede wszystkim w języku polskim. Jednocześnie pracował w drukarni ojca w Regielnicy. 
W 1547 założył w Ełku tzw. szkołę partykularną, jednak był w trudnej sytuacji materialnej i prosił księcia pruskiego Albrechta o posadę tłumacza z języka polskiego i rusińskiego. Dopiero dwa lata później otrzymał podwyżkę pensji. Był też diakonem w Niborku, a od 1552 do 1567 pastorem w Pisanicy. W 1552 został też oficjalnym tłumaczem księcia Albrechta w Królewcu (od 1563 zwanym Illustrissimi Principis Prussiae etc. interpres Polonicus („polski tłumacz Najjaśniejszego Księcia Pruskiego”). Z tego powodu rzadko bywał w swojej parafii, a najczęściej przebywał na dworze księcia lub z książęcego rozkazu podróżował po Polsce, na przykład w sierpniu i wrześniu 1555 brał udział w synodzie w Koźminku, gdzie przedstawiciele luteranizmu, kalwinizmu i unitarianizmu bronili swoich doktryn. 
W 1558 znowu zaczął pracować jako nauczyciel (tzw. ludi literarii Lyccensis moderator) w Ełku oraz współpracował z ojcem w drukarni. W tym samym roku otrzymał od parafii w Ełku, Ostrymkole i Liskach sumę 40 marek na sfinansowanie druku polskiego ewangelickiego katechizmu (pro edendis catechismis polonicis). 
Papier potrzebny dla tego dzieła zakupiono w Gdańsku, a Malecki po wydrukowaniu 500 egzemplarzy z narażeniem życia zawiózł je do Poznania. Tam nie mógł tych książek sprzedać jako „heretyckich” i musiał je podarować miejscowym ewangelikom. Po powrocie na Mazury prosił księcia Albrechta o zwrócenie parafiom 40 marek, co książę uczynił.

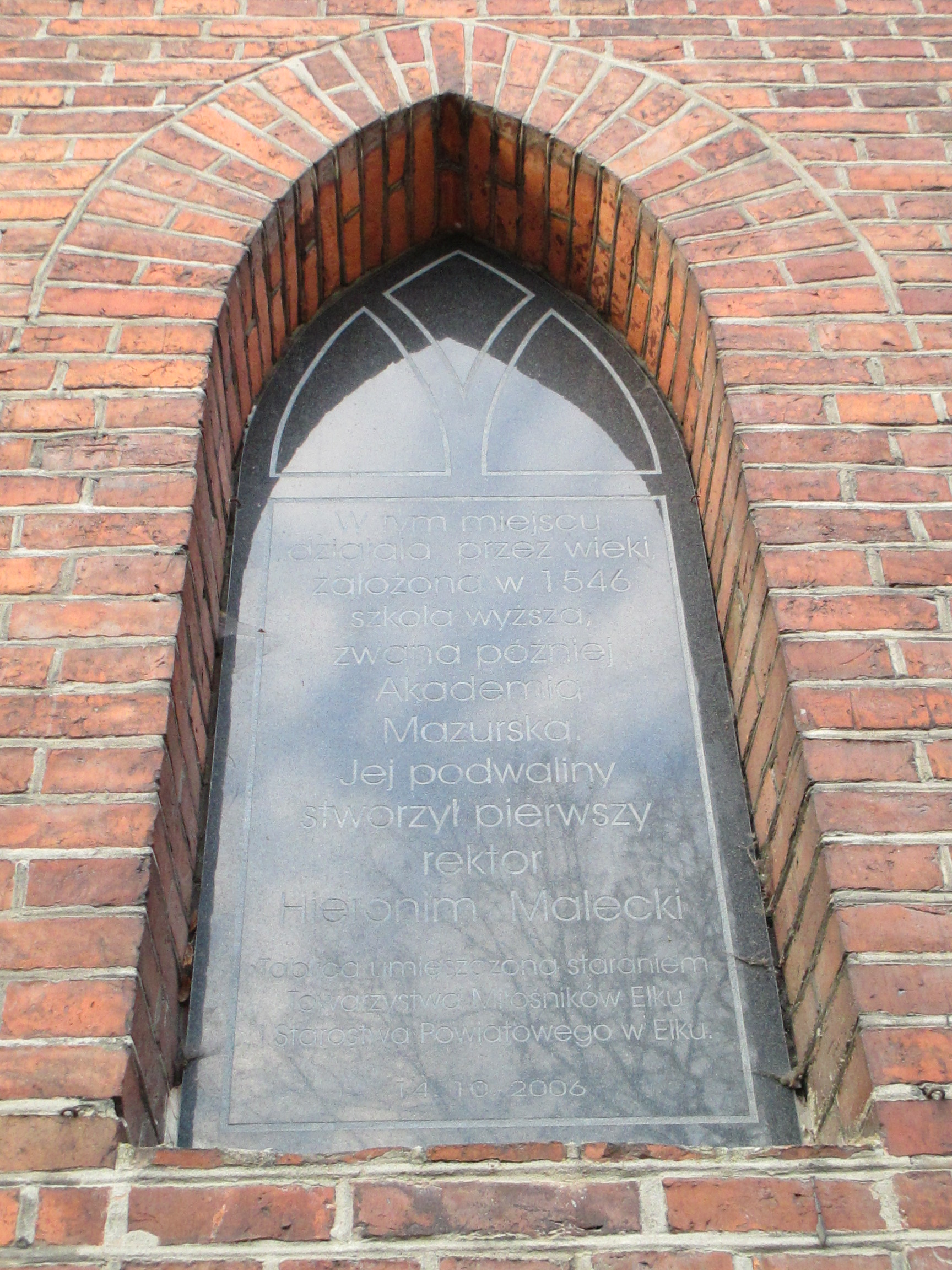
Tablica na ścianie Zespołu Szkół Mechaniczno-Elektrycznych w Ełku upamiętniająca szkołę założoną przez Hieronima Maleckiego

W latach 1565–67 Hieronim był pomocnikiem pastora, jego ojca Jana, w Ełku. 16 sierpnia 1578, po śmierci ojca, został mianowany naczelnym pastorem Ełku, czyli zwierzchnikiem parafii Jańsbork, Margrabowa i częściowo Ryn.
Przetłumaczył na język polski i wydał wiele dzieł luterańskich. W 1574 wydał swoje tłumaczenie Postylli domowej (autorstwa Lutra), napisane piękną polszczyzną (było wysoko cenione i przyczyniło się do rozwoju literackiego języka polskiego). Tłumaczenie to zlecił w 1567 książę pruski Albrecht.

## Ważne dzieła
- tłumaczenie: Marcin Luter: Postilla Domowa. To yest: Kazania ... przełożone przes Hieronima Maleckiego ... Królewiec 1574[2]. (znajduje się w: Toruń – Biblioteka Uniwersytetu im. Mikołaja Kopernika; Cieszyn – Parafia Ewangelicko-Augsburska; Kórnik – Biblioteka Kórnicka PAN; Kraków – Biblioteka Jagiellońska i Muzeum Narodowe-Zbiory Czartoryskich; Oksford – Biblioteka Bodleiana.
- wydanie zbiorowe dzieł ojca, Jana Maleckiego: Libellus de sacrificiis et idolatria Borussorum, Livonum aliarumque vicinarum gentium, ad clarissimum virum doctorem Georgium Sabinum illustrissimi principis Prussiae etc. consiliarium scriptus per Joannem Maletium (Pismo o ofiarach i bałwochwalstwie pruskim, liwońskim...), Królewiec (Regimonti) 1563